# Madriguera (Segovia)
Madriguera es una localidad española perteneciente al municipio segoviano de Riaza, en la comunidad autónoma de Castilla y León.

## Situación
La localidad de Madriguera está emplazada en la ladera norte de la sierra de Ayllón, a 1137 m sobre el nivel del mar. Se encuentra en la carretera SG-V-1111 (Riaza a Santibáñez de Ayllón), a 17 km de Riaza, y a 20 km de Ayllón
Linda en la provincia de Segovia al sur con Serracín y El Muyo y por la sierra con Cantalojas en la provincia de Guadalajara, al oeste con Villacorta, al norte con Estebanvela y al este con El Negredo.

## Toponimia y callejero
Su nombre significa guarida o refugio de animales, generalmente de conejos. Parece un topónimo preexistente en el lugar donde se fundó la aldea. [cita requerida]
- Topónimos del término municipal:
  - El Egido, La Nevera, Carreashorcas.
  - El Llano, Valdeteñas, Cerrocubillo, El Lomo.
  - La Majada, Carramolino, Valdecastellano, Los Salineros.
  - El Portillo, Arroyo primero, Arroyo segundo, El Cuadrejón, Las Matas Casillas, Río de los Prados, Arroyo de los Haces.
  - Fuente de Abajo, La Dehesilla, El Cubillo, La Jeca.
  - Las Llanas, Las Cercas, Fuente del Canto, El Paredón, Valdesamuñoz, Las Viñas (Río de las Viñas).
  - Mata Jimena, El Cochinillo, Arroyo Vallejo, La Loma.
  - La Fuente de Abajo (o del agua del Hierro), Los Arrodrigos, La Peña del Trasuego, La Mina, las Llanadas, El Río de la Hoz, La Sierra de Madriguera.
  - El Pilón y los Lavaderos, La Dehesa, el Tallar, el Bosque, Las Conveniencias.
  - El Calvario, Barruso, La Cuesta de San Gregorio.
  - El Chozo, La Cuesta de Vargalindo.

- Callejero:
  - Calle Real (es la antigua carretera que hace de calle mayor cruzando el pueblo)
  - Calle Iglesia
  - Calle Ejido
  - Calle Presbítero Cerezo (Benigno Cerezo)
  - Calle Rincón
  - Calle Ronda
  - Calle Altozano
  - Calle Huertos
  - Calle de Enmedio
  - Calle Eras de la Iglésia
  - Plaza de la Constitución (es la plaza mayor donde está el Ayuntamiento)
  - Plaza de la Solana
  - Plaza del Altozano

## Climatología
El tipo climático es el mediterráneo-templado, con duración media del periodo de heladas de 6 a 7 meses. El régimen de humedad es mediterráneo-seco.
| Mes                              | Ene. | Feb. | Mar. | Abr. | May. | Jun. | Jul. | Ago. | Sep. | Oct. | Nov. | Dic. | Anual |
| -------------------------------- | ---- | ---- | ---- | ---- | ---- | ---- | ---- | ---- | ---- | ---- | ---- | ---- | ----- |
| Temperatura media (°C) 1973-1994 | 3,5  | 4,4  | 6,4  | 7,7  | 11,7 | 16,3 | 20,3 | 20,6 | 17,1 | 11,4 | 6,7  | 4,5  | 10,9  |
| Precipitación (mm) 1967-1994     | 41,3 | 44,0 | 37,9 | 57,2 | 63,7 | 54,5 | 18,5 | 29,6 | 33,6 | 46,2 | 48,4 | 52,9 | 527,8 |

Fuente: Ministerio de Agricultura, Alimentación y Medio Ambiente.

## Fauna

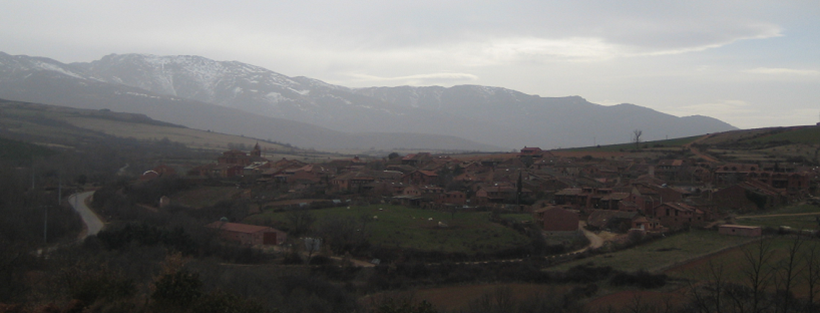
Vista panorámica desde la Peña del Trasuego.

Son frecuentes el corzo, el jabalí y el zorro, y también hay tejones, jinetas y comadrejas. El conejo y la codorniz se encuentran en regresión. Las liebres, perdices, lechuzas y palomas torcaces son cada vez más difíciles de ver.

## Historia
En el libro Historia de la Diócesis de Sigüenza y de sus obispos del obispo Toribio Minguella aparece la primera noticia escrita que se tiene de Madriguera: el año 1353 de nuestra era (en el documento original figura en 1391 porque es de la era Hispánica), en que aparece en la estadística de iglesias de la diócesis de Sigüenza, como perteneciente al arciprestazgo de Ayllón "la eglesia de Madriguera es un beneficio curado e riende 200 mrs" (200 maravedies). La primera mención a un madriguerense: un tal "Sánchez de Madriguera" data de 1467 y después "García Gonzales de Madriguera" en 1493. Madriguera formó parte del "Sexmo de la Sierra" de la "Comunidad de Villa y Tierra de Ayllón" y estuvo bajo el señorío del marqués de Villena. 
El 19 de mayo de 1795 tres pastorcillos murieron ahogados en una riada provocada por una tempestad. En un intento de reforma de los límites provinciales con la Real Cédula de 1802, se la integra en 1803 en la provincia de Burgos, partido de Aranda de Duero (desligándola de la provincia de Segovia). Dicha división quedó derogada y al realizarse la actual división de provincias, en 1833. Dicha comunidad de Ayllón quedó fraccionada, repartiéndose sus pueblos entre Segovia, Soria y Guadalajara.
En la guerra de la Independencia española, Ramón de Santillán, capitán de la partida del cura Merino, se refugió en Madriguera después de ser herido en la acción de Almazán contra los franceses. Los franceses expoliaron parte de la orfebrería de la iglesia
De las guerras carlistas hay noticias documentadas del pase de algunas partidas (y noticias orales de la última guerra). "El 27 de agosto de 1836 la expedición del general Miguel Gómez Damas, desde Riaza, pasa por Villacorta, Madriguera y Grado del Pico y, atravesando la Sierra, descendieron a Cantalojas". En 1873 "Ha aparecido en Madriguera (Segovia) una partida compuesta de nueve hombres montados al mando del cabecilla Raimundo, sacando raciones. Va perseguida por fuerza de caballería y Guardia civil". "La partida carlista que apareció en Madriguera (Segovia), al mando de Raimundo Losa, ha estado en los pueblos de Ayllon, Grado y Valvieja, del partido de Riaza, racionándose en dichos puntos. Ha tomado la dirección de Soria o Guadalajara, de una de cuyas provincias procede". El 4 de junio de 1873, murieron 41 carabineros que defendían un fortín en el puente de Endarlaza, 28 de ellos fueron fusilados tras rendirse a la partida carlista del cura Santa Cruz, entre ellos el madriguerense Antonio Pérez Villa. Fue sepultado en el cementerio de Bera (Vera de Bidasoa). 
A mediados del siglo XIX, el lugar, por entonces con ayuntamiento propio, contaba con una población censada de 560 habitantes. La localidad aparece descrita en el undécimo volumen del Diccionario geográfico-estadístico-histórico de España y sus posesiones de Ultramar de Pascual Madoz de la siguiente manera:

MADRIGUERA: l. con ayunt. de la prov. de Segovia (14 leg.), part. jud de Riaza (3), aud. terr. de Madrid (21), c. g. de Castilla la Nueva, dióc. de Sigüenza (12): sit. en la falda de un pequeño cerro, le combaten los vientos N., su clima es frio, y sus enfermedades mas comunes gastritis y gastroenteritis: tiene 107 casas de mediana construccion y bastante cómodas, distribuidas en varias calles mal empedradas y una plazuela: hay casa de ayunt., que á la par sirve de cárcel; escuela de instruccion primaria comun á ambos sexos, á la que concurren unos 50 alumnos que se hallan á cargo de un maestro dotado con 600 rs., y una igl. parr. (San Pedro), servida por un párroco, cuyo curato es de segundo ascenso y de provision ordinaria; el cementerio no perjudica á la salud pública, y los vec. se susten de aguas para sus usos, de las de un manantial que nace á 1 /4 de leg. de la pobl., y de una fuente que hay á 200 pasos: el térm. confina N. Estebanvela; S. Negredo; E. Serracin y el Muyo, y O. Villacorta; se estiende 3/4 de leg. de N. á S., y 1/2 de E. á O., y comprende un monte de roble y estepas, titulado la Dehesa, que sirve para pastos, y diferentes prados naturales de yerba comun. caminos: los que dirigen á los pueblos limítrofes en mal estado: el correo se recibe de Aillon por los mismos interesados. prod.: trigo, cebada, centeno y avena, mantiene ganado lanar, vacuno, mular y cabrío, y cria caza de liebres, conejos, perdices y otras aves. ind.: la agrícola y arriería. El comercio está reducido á la esportacion de los frutos sobrantes. pobl.: 161 vec., 560 alm. cap. imp.: 88,866. contr.: segun el cálculo general y oficial de la prov., 20'72 por 100.
(Madoz, 1848, p. 11)

Hay documentada la participación de madriguerenses en las guerras de independencia americanas, como por ejemplo en la guerra de Cuba. Venancio Sanz de Grado, hijo de José y Faustina se incorporó a la guerra el 11 de enero de 1897 como sargento primero del regimiento de infantería Baracoa de la 1.ª brigada, 1.ª división del 1.er cuerpo del departamento Oriental en el Ejército Libertador de Cuba, conocido coloquialmente como Ejército Mambí, un ejército independentista para lograr la independencia total de Cuba de su entonces metrópoli.
El 22 de octubre de 1908 el diario El Globo informaba de un suceso que causó gran sensación en el vecindario "Roque Cerezo tenía ciertos resentimientos personales con el joven Juan Moreno, de diez y seis años, y sin duda, para vengarlos, esperó a su convecino, oculto tras un árbol, y cuando pasó Moreno, le disparó un tiro a boca de jarro, dejándole gravemente herido".
En la guerra civil española, Madriguera estuvo durante toda la contienda dentro del área en poder de los sublevados. El frente quedó, por el sur, en la provincia de Guadalajara al fracasar el intento de entrada por Cantalojas. En la retaguardia, una compañía de soldados españoles estuvo una temporada en el pueblo de descanso del frente. También estuvo un grupo de soldados nazis alemanes de comunicaciones para control de la aviación que tuvieron toda su maquinaria e instrumentos instalados en el frontón de la localidad. La guerra tuvo dramáticas consecuencias para los madriguerenses que residían en el pueblo o que por diversas circunstancias se encontraban fuera cuando comenzó la guerra. Como en muchos otros lugares, se dio el caso de hermanos que se encontraron movilizados por los 2 bandos luchando en el mismo frente, en algunos casos sabiéndolo y en otros no. En zona republicana murieron Honorato de Grado Sanz y Miner Cerezo de Grado. En zona sublevada murieron José de Grado, José Vicente Castro y Santiago Martín. También fueron asesinados dos sacerdotes de Madriguera: Benigno Cerezo de la Villa (en Madrid) y Clementino de la Villa de la Villa (en Rascafría). Otros madriguerenses, residentes en la población o emigrados a Madrid también sufrieron las consecuencias directas de la guerra. En procesos de depuración, Andrés Fernández Bahón, secretario del Ayuntamiento de Madriguera fue cesado el 26 de agosto de 1936, y Moisés Fernández Bahón, maestro, cesado el mismo día, y detenido siendo enviado a Riaza para su posterior traslado a Aranda de Duero donde se producían las ejecuciones de los maestros, fue rescatado en Riaza posteriormente por intercesión de la otra maestra y el párroco de la localidad y trasladado finalmente a Oviedo el 22 de diciembre de 1939 como destierro. En lo referente a exiliados, María de Grado Sanz, aparece el 3 de febrero de 1937 en Gombrén (Ripollés - Gerona) según consta en el registro de refugiados. En lo relativo a cárcel, Vicente Redondo Arranz, tranviario, miembro del Sindicato de Tranvías de la UGT de Madrid desde 1928, dándose de baja en 1934 y reingresando en el mismo en 1936. Finalizada la contienda fue detenido y condenado a 12 años de reclusión en Consejo de Guerra celebrado en Madrid el 11 de septiembre de 1939. La guerra tuvo consecuencias económicas importantes para todos, y especialmente para las familias de tratantes que operaban en las zonas más castigadas de la zona republicana de Madrid o Toledo, donde perdieron parte de sus capitales.
Eclesiásticamente perteneció a la diócesis de Sigüenza, hasta que pasó a la de diócesis de Segovia en 1953.
El 1 de febrero de 1956 a las 13:50 se produjo el accidente de un avión de transporte (Junker 52 matrícula T.2B-215), en la sierra de Ayllón en el término de Peñalba de la Sierra (Guadalajara). El avión volaba de la base militar de Villanubla (Valladolid) a la base de Valenzuela (Zaragoza) con una tripulación de 7 hombres, al mando de los tenientes Carlos Amat y Carlos Escat. Se estimó que el avión sobrevolaba las montañas entre las provincias de Segovia, Soria y Guadalajara cuando desapareció. Se avisó a los puestos de la Guardia Civil de los pueblos situados en la ruta prevista, que formaron grupos de voluntarios. En Madriguera se estableció el puesto de observación por parte del coronel jefe del II Tercio de la Guardia Civil Enrique Martín Rodríguez al cargo de las comandancias de Segovia y Soria Nevadas continuas, ventiscas y temperaturas entre -9 °C y -14 °C y a veces hasta -20 °C dificultaron la búsqueda. Grupos de todos los pueblos recorrieron las sierras hasta que el avión con sus 7 tripulantes fallecidos fue localizado seis días después, el 7 de febrero, en la Majada del Chacho, detrás del puerto de la Quesera al sur de la Peña de la Silla.

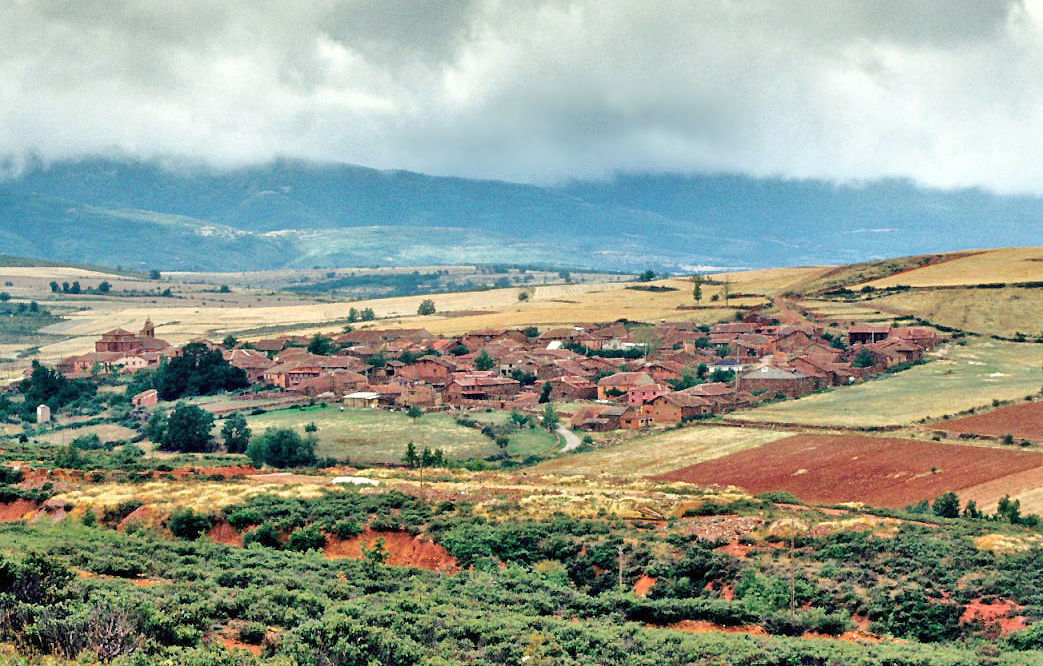
Madriguera a comienzos de los años 1980

El 11 de octubre de 1966 agregó al municipio, hasta entonces, de Serracín. El 3 de abril de 1979 en las primeras elecciones municipales salió elegido alcalde Vicente Hernández Arranz UCD. 
Administrativamente Madriguera fue integrado en 1979 en el término municipal de Riaza, al cual pertenece actualmente.
El 27 de julio de 1990 se constituyó la "Asociación de Vecinos y Amigos de Madriguera", siendo su primer presidente José Domingo Montalvillo.[cita requerida]

## Demografía
| Gráfica de evolución demográfica de Madriguera entre 1842 y 1970 |
| |
| Población de derecho según los censos de población del INE Población de hecho según los censos de población del INEEntre el censo de 1970 y el anterior, crece el término del municipio porque incorpora a 40534 (Serracín) Entre el censo de 1981 y el anterior, este municipio desaparece porque se integra en el municipio 40170 (Riaza) |

### Madriguera en los censos históricos
En el pasado, llegó a contar con una población mayor, siendo en algunas épocas cercana en número a la existente en la villa de Ayllón.
1. Según el censo de Pecheros de Carlos I de 1528 había 61 vecinos pecheros (o con obligación de pagar impuestos)
2. Según el censo de la Corona de Castilla de 1591 (llamado de los Millones) había 34 vecinos, de los cuales 32 pecheros (o con obligación de pagar impuestos), 1 hidalgo y 1 clérigo.
3. Según el censo de la Sal de 1631 hay 26 vecinos obligados a pagar y 740 ganados, por 36 fanegas de sal, 2160 reales (millones a maravedies 6868)
4. Según el Catastro de la Ensenada en 1751 había 111 vecinos en 119 casas.
5. Según el Diccionario de Pascual Madoz en 1848 había 161 vecinos, 560 almas en 107 casas (escuela con unos 50 alumnos).
6. Según los registros parroquiales, existentes desde 1559, se llegan a contabilizar unos máximos de:
  - 52 nacimientos en 1792 y en 1849.
  - 50 fallecidos en 1804.
  - 21 matrimonios en 1763 y 1849.
7. También en 1849 figura una visita episcopal con 503 confirmados, más 7 confirmados en otra parroquia, más 84 no confirmados, que dan un total de al menos 594 personas.
8. En "1852, Obispado de Sigüenza - Estado y clasificación de parroquias” se asigna a Madriguera 266 vecinos.

### Censos de los siglosXIXyXX
| Año                  | 1842 | 1857 | 1860 | 1877 | 1887 | 1897 | 1900 | 1910 | 1920 | 1930 | 1940 | 1950 | 1956 | 1960 | 1970 |
| -------------------- | ---- | ---- | ---- | ---- | ---- | ---- | ---- | ---- | ---- | ---- | ---- | ---- | ---- | ---- | ---- |
| Población de Hecho   | ..   | 752  | 762  | 557  | 447  | 487  | 459  | 431  | 451  | 402  | 361  | 286  | 196  | 224  | 97   |
| Población de Derecho | 560  | ..   | ..   | 585  | 473  | 506  | 484  | 449  | 484  | 459  | 391  | 313  | ..   | 241  | 102  |
| Hogares              | 161  | 231  | 230  | 155  | 116  | 118  | 120  | 101  | 104  | 104  | 92   | 95   | ..   | 72   | 37   |

Notas: 
- Entre el censo de 1970 y el anterior, crece el término del municipio 40116 porque incorpora a 40534 (Serracín)
- Entre el censo de 1981 y el anterior, este municipio desaparece porque se integra en el municipio 40170 (Riaza)
- (..) Falta de dato o inexistente.
- La línea de hogares recoge conceptos parecidos pero no idénticos en cada censo.

También son de mucho interés los censos electorales:
1. En el de 1910/11 figuran 86 electores (solo hombres)
2. En el de 1924 figuran 129 electores hombres y 29 mujeres

### La despoblación de la segunda mitad delsigloXX
Los factores socioeconómicos de los años 1950 y 1960 comunes a la mayor parte de la Castilla rural, agravados por las características propias de la ubicación en una zona montañosa, mal comunicada y la falta de servicios, generaron una fuerte emigración (en su mayor parte a Madrid) en los años 1960. 
No hubo apenas transición alguna de la explotación ancestral del campo (arado romano, hoz y trillo) que requería gran cantidad de mano de obra, a la mecanización (tractor y cosechadora) concentrada en pocas explotaciones. Las fuentes públicas llegaron en 1961 y el alcantarillado y agua corriente en las casas en 1980. En lo referente a las comunicaciones la TV privada llegó en 1965 y el Teleclub en 1967, el teléfono público en 1970, el asfaltado de la carretera en 1978 y la modernización y consolidación de la línea eléctrica
La fuerte despoblación generó la pérdida de servicios como el coche de línea "la Serrana" en 1970 (que la unía con Segovia, vía Riaza, compañía fundada en 1923 por Timoteo González) y el cierre de la escuela en 1971, además del cierre de los negocios o tiendas.

### Censos en elsigloXXI
| 35            | 47 | 30 | 28 | 30 | 29 | 33 | 32 | 29 | 22 | 21 | 20 | 18 | 21 |
| (Fuente: INE) |    |    |    |    |    |    |    |    |    |    |    |    |    |

No obstante su escasa población, esta crece sensiblemente durante los fines de semana y periodos vacacionales.

## Economía
Madriguera ha sido un pueblo de agricultores (con ganadería complementaria), tratantes, arrieros y comerciantes.
La población se dedicaba, como los pueblos de la zona, a la agricultura pero había una gran cantidad de familias dedicadas a la arriería (transporte y comercio de bienes sobrantes del campo ) y al trato (negocio de la compra-venta de animales básicamente mulas y machos para el trabajo en el campo y posteriormente cerdos para engorde y matanza) con las áreas de las actuales Comunidad de Madrid y diversas zonas de Castilla y León, Castilla-La Mancha y Extremadura. Sus tratantes eran bien conocidos en las principales ferias de ganado (Aranda, Berlanga, Alcalá,...).
En el Catastro de la Ensenada se menciona la existencia de 85 arrieros. Así mismo fue un centro comercial y de servicios hasta los años 60 del siglo XX para los pueblos de alrededor al disponer de médicos, boticario, veterinarios, panaderías, carnicerías, pescadería, ultramarinos, tabernas, zapatero, fraguas, matadero, comercio de paños, barbería, gaiteros, tejera (horno de tejas). También contó con los habituales cura, sacristán, secretario, capataz de montes. Llegó a disponer de casino y de salón de baile. Había escuela de niños y de niñas y también hay constancia de un hospital (albergue de transeúntes). En el Catastro de la Ensenada figura un molino harinero, con una sola rueda, propiedad del ayuntamiento en el río de El Negredo, del que no queda rastro alguno, así como otro en el término de Santibáñez que lo tenían dado en renta.
En la actualidad la economía continua basada en la agricultura de secano (trigo, cebada, centeno) y ganadería bovina que aprovecha los pastos existentes,  así como en el turismo (restaurante y apartamentos rurales).
Minería
Madriguera es variada en minerales. En el año 1861 existía todavía, aunque en ruinas, la forja catalana de Villacorta a la que,  junto a una fábrica establecida en Somolínos (Guadalajara), se llevaban algunas cantidades de las brechas ferruginosas de Becerril y de los filones de hierro oligisto grafitoide de Madriguera, pero la explotación de unos y otros cesó pronto. Hubo una explotación minera de caolín hasta los años 1970 (empresa Minas de Madriguera constituida como Sociedad Anónima en Vizcaya el 5 de noviembre de 1959). Posteriores prospecciones entre 1973-75 dieron lugar a la llamada "mina nueva" así como a la explotación en el vecino pueblo de El Negredo, hoy también abandonadas. Se realizaron unos 14 sondeos por las empresas IGME y Kronsa en el término de Madriguera, a unos 1240 metros y otros en Villacorta y el Negredo, en el ámbito del proyecto "Alunitas de Riaza" como parte del Plan Nacional de la Minería - Programa de Investigación Minera - Programa de investigación sectorial de minerales del aluminio. En el término de Serracín se ha explotado en los últimos años una cantera de pizarra para construcción (mina Paula, ahora ya sin actividad Como curiosidad, hay jarosita, que es un mineral no muy habitual (en España está en Río Tinto, Huelva) y famoso por ser el recogido en Marte por la sonda Opportunity con su robot MER-B. La tierra roja extraída de El Terrero para hacer adobes, tejas o revocar paredes y las piedras labradas extraídas de la zona de la Mina han sido elementos básicos en la arquitectura de Madriguera.

## Administración y política
Madriguera fue municipio independiente con ayuntamiento propio hasta el 8 de junio de 1979.
| Periodo   | Nombre                   | Partido | Partido |
| --------- | ------------------------ | ------- | ------- |
| 1979-1983 | Vicente Hernández Arranz |         | UCD     |
| 1983-1987 | -                        |         | -       |

## Término municipal

### Montes y sierra
- El patrimonio forestal consta de dos montes de utilidad pública:
  - MUP 278 La sierra de Pedro Teba de 364 hectáreas (repoblado de pinos en los años 1950).
  - MUP 71 La Dehesa de 156 hectáreas (repoblado de pinos en los años 1970). En 2018 el Ayuntamiento de Riaza solicitó al servicio territorial de medio ambiente la permuta de una parte del MUP 71 de 19 hectáreas por el MUP 250 de Riaza, cercano al campin de Riaza de unas 8,48 hectáreas para construir un campo de golf en esa localidad.
- Algunas repoblaciones más recientes de pino y roble en zonas antes ocupadas por estepares.

### Áreas de cultivo
- Pequeñas zonas de huertas siguiendo la reguera del Pilon/lavaderos y al lado de los arroyos.
- Tierras de cultivo de secano dedicadas al cultivo del trigo, cebada o centeno.
  - La concentración parcelaria se solicitó el 8 de agosto de 1977 y el proyectos se aprobó el 23 de febrero de 2006.
  - Se incluyeron 3877 parcelas con un total de 616 hectáreas, situadas entre 1000 y 1200 metros de altitud.
  - Correspondían a 350 propietarios (224 con menos de 1 hectárea).
  - Se distribuyeron 587 hectáreas.

## Arquitectura

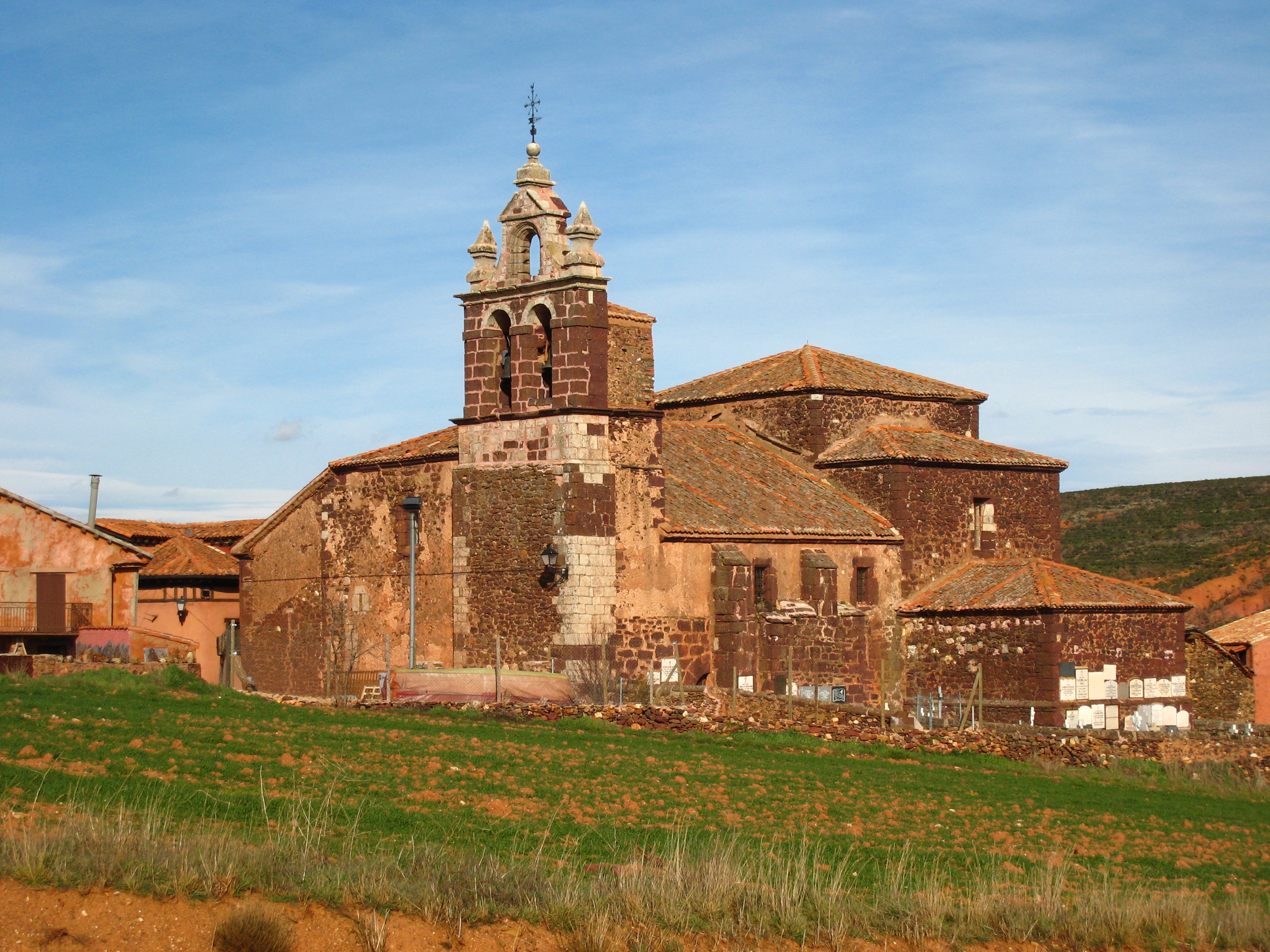
Arquitectura roja en Madriguera.

Madriguera es conocida por ser la más representativa entre la llamada «arquitectura roja» de los pueblos de la sierra de Ayllón.
Su caserío está integrado en el paisaje. Se utilizan para su construcción los elementos rojizos de la piedra ferruginosa y la tierra arcillosa del entorno, contrastando en ocasiones con el gris de la pizarra y el blanco del cuarzo.
Antiguamente las casas fueron de una sola planta pero las actuales, en su mayoría, son de finales del siglo XIX y principios del XX en los cuales las familias de Madriguera levantaron unas cuantas casas de dos plantas más la cámara. 

### La casa típica de Madriguera - características arquitectónicas
- Las casas están hechas de madera con fuertes muros de piedra (en algunos casos de más de un metro de anchura). También se utiliza el adobe en los pisos superiores o en las separaciones interiores.
- Los dinteles de las puertas y los marcos de las ventanas son en muchos casos de piedras labradas, la característica piedra roja de Madriguera.
- Algunas disponen de balcones. Hay una destacable rejería en balcones y ventanas. Las rejas están datadas en 1869, 1879, 1890, 1896, 1897, 1898, 1890, 1904, 1905 y 1915. También se aprecian algunos balcones de madera propios de zonas serranas
- Las fachadas pueden ser de piedra vista, aunque muchas de ellas están revocadas. Hay alguna fachada de esgrafiado típico segoviano.
- La chimenea típica ocupa todo el techo de la cocina, cruzando el primer piso y la cámara, revocada de barro por el interior y sale por el tejado rebocada con restos de teja apilados.
- Los suelos de la planta baja pueden ser de baldosas hidráhulicas en las habitaciones, baldosa más rústica en otras dependencias, "empitado" (suelo de cantos rodados) en el portal. Antiguamente muchos suelos eran de barro prensado, pizarra o incluso empedrado. Los suelos de las plantas superiores son de madera.
- Los tejados en su mayoría son de una sola capa de teja, al estilo de teja segoviano con lecho de barro.

### La casa típica de Madriguera - estancias
Las casas constan de planta baja, primer piso y cámara, con fuertes muros y ventanas pequeñas para preservarse del frío.
- Planta baja: 
  - portal con amplia entrada que permite el paso de animales hacia las cuadras.
  - cocina con chimenea típica
  - despensa en lugar fresco
  - comedor y habitación con alcoba
- Primer piso, habitaciones y pajar encima de las cuadras
- Cámara, de altura variada, donde se almacenan los granos y frutos que necesitan secarse o mantenerse durante el año
- Corral para gallinas y corte para criar el cerdo. Algunas casas disponen de hornos adosados y pozos de aguas pluviales o de nivel freático.

Muchas familias, dedicadas a la ganadería o al trato, disponían de casas de uso exclusivo para ganado (cuadras o tenadas) en el interior del casco urbano.
Durante las últimas décadas, muchas casas han sido restauradas, respetando en gran parte los elementos tradicionales y añadiendo otros que, aunque no son típicos de la zona, como las buhardillas, se integran relativamente bien en el casco urbano. Los inmuebles que se han añadido recientemente de nueva construcción intentan no desentonar del conjunto.

## Lugares para visitar

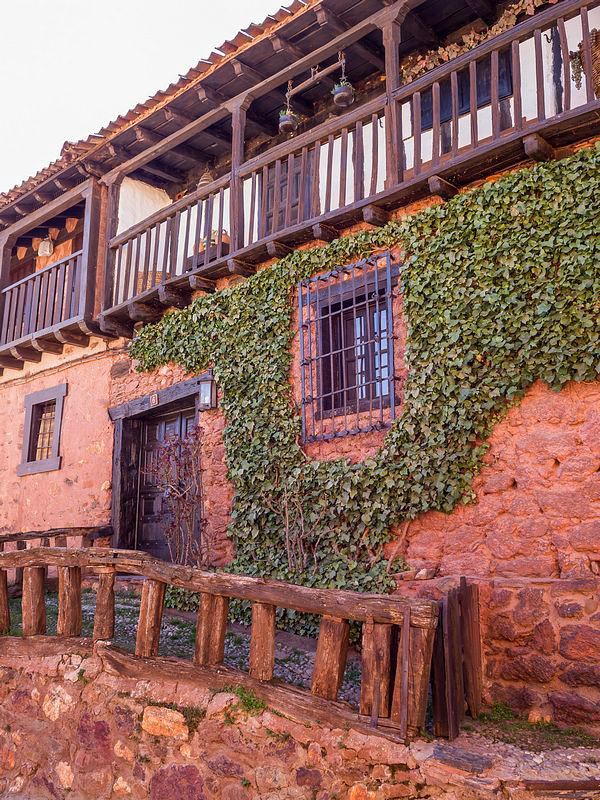
Arquitectura típica en Madriguera, pueblo rojo. Ruta de los pueblos rojos, negros y amarillos. Segovia.

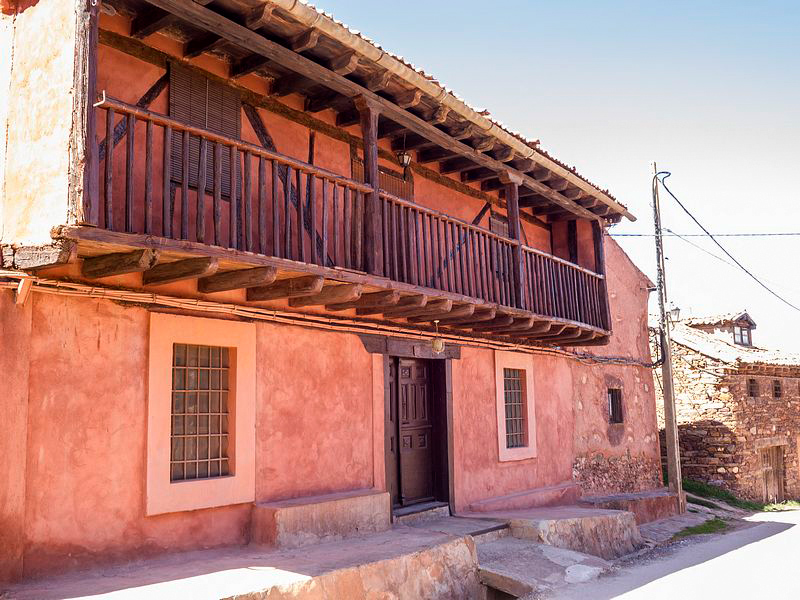
Arquitectura roja.

### La iglesia
Además de las casas, en Madriguera lo primero que destaca cuando se llega es su iglesia. Esta, destaca por su tamaño en relación con la de otros pueblos de la zona. La anterior, románica con parte renacentista, se debió quedar pequeña para el aumento de población derivado de la prosperidad económica del pueblo. 
Actualmente es un edificio de tres naves, coro, capilla, espadaña y sacristía anexadas. Su cúpula es original, no así el resto de la techumbre que fue reconstruida en 1995 ya que amenazaba ruina, gracias a una subscription popular en 1991 en la que los vecinos aportaron la mayor parte del coste, 
Las principales reformas de la iglesia primitiva documentadas:
- 1645 (Gaspar Albo) se descubrió la techumbre de la iglesia primitiva de carpintería vista se quitaron las losas y se cubrió de teja

Las ampliaciones en varias fases durante todo el siglo XVIII y principios del siguiente fueron:
- 1705 (Juan Pérez de Vicuña de Noja - Cantabria) capilla mayor con presbiterio y crucero. También la sacristía. Quedó una iglesia con un gran altar mayor moderno (barroco) amplio y luminoso con un cuerpo antiguo reducido y oscuro
- 1732 (José Palacion San Martín de Noja - Cantabria) se modernizó la iglesia al elevarse los muros y abrirse ventanas (la techumbre seguía de carpintería). Se realizó la actual espadaña.
- 1738 se entablonó la iglesia (actual aspecto de las sepulturas)
- 1759 se hace la escalera de caracol y garita de la torre
- 1761 se hace el arco y puertas de la actual entrada norte (hasta entonces se entraba por el lado del actual cementerio, lado sur)
- 1788 (maestros italianos) se blanqueó la iglesia. También se hicieron las actuales puertas de madera (Juan de Dios Ximénez de Ayllón)
- 1796 (Lorenzo Serrano de Sigüenza - Guadalajara) se doró el retablo mayor
- 1804 (José Fernández de Hijes - Guadalajara) se hace el coro, la espadaña para el reloj (hoy desaparecido), los 6 arcos de las 2 naves laterales, se emboveda la iglesia, se blanquea, se ponen las vidrieras y rejas de las ventanas.
- 1805 (Simón de Berlanga de Galve - Guadalajara) se hace la cancela y los herrajes de la capilla de la Soledad
- 1812 se hace el púlpito de hierro (de Madrid)
- 1885 se pintan los 3 frescos
- 1995 nueva techumbre de madera y repintado.

Los enterramientos:
- Hay un enterramiento en el lateral derecho de Pedro Abel, que fue sacerdote del pueblo, datada en 1560.
- Hay un par de lápidas de 1577 correspondientes a Francisco Cerezano y Andrés Matas, sacerdotes de pueblos vecinos
- Como curiosidad hay que destacar el suelo formado íntegramente por los enterramientos. El entablonado corresponde al año 1738. En la provincia de Segovia este hecho se da también en el vecino pueblo de El Muyo. Este era el uso normal hasta la creación de los cementerios en los primeros años del siglo XIX. Se empezó a enterrar en el camposanto en 1804 y se dejó de enterrar en el interior de la iglesia en 1834.

Posee altares de estilos (renacentista, barroco y neoclásico. 
En su altar mayor barroco destacan : 
- un Calvario: San Juan, La Virgen María y el Cristo Crucificado, colocado en 1797 cuando se doró el retablo, pero procedente de la iglesia primitiva
- San Pedro (el patrón de la iglesia) de 1736.
- San Agustín y San Gregorio.
- San Antonio de Padua y San Francisco de Asís repintados en 1741.
- La Virgen María con el Niño en brazos

A la izquierda del altar mayor, los altares están dedicados a: 
- San José
- San Pantaleón (patrono del pueblo, de culto relativamente reciente cuya imagen está documentada como adquirida en Burgos 1813) en el retablo neoclásico, el más reciente.
- Santa Librada (patrona de la diócesis de Sigüenza y que desde 1969 ya no está en el calendario litúrgico.

A la derecha del altar mayor, los altares están dedicados a:
- Virgen de la Inmaculada, ahora junto a la Virgen de la Natividad procedente de la antigua iglesia de Serracín,
- Santo Cristo , que se saca en procesión en Semana Santa. Con tallas del Niño de la Bola (o de Praga), San Sebastián y Santa Teresa de Jesús
- Virgen del Rosario

En la parte posterior de la iglesia, a la entrada, esta la capilla de la Virgen de la Soledad con imagen del 1812 y actualmente (antes estuvo en el baptisterio) con la pila bautismal renacentista, la cual se expuso en las Edades del Hombre celebradas en Segovia en el año 2003 bajo el lema de "El Árbol de la Vida". 
La imagen de San Gregorio y tal vez la de San Sebastián proceden de las dos ermitas con estos nombres que existieron en su término municipal, hoy desaparecidas, sin el menor rastro pero que están documentadas y además en el caso de la primera se conservaron unos versos:
"Hoy el día de San Gregorio, (12 de marzo) 

el de la ermita dorada 

parroquia de seis lugares, (era del sexmo de la Sierra) 

la ermita no vale nada, 

el santo como es tan pobre, 

a Madriguera le bajan, 

y le ponen en columna, 

junto a San Pedro en las gradas".
Son de destacar también tres grandes frescos:
- A la izquierda del altar mayor: San Valero, obispo de Zaragoza, mártir de la persecución de Diocleciano
- A la derecha del altar mayor: San Vicente, de Huesca, su diácono, mártir también en el año 304.
- Encima de la sacristía: Una escena del Éxodo: Moisés y su hermano Aaron delante del Faraón de Egipto con la vara de Aaron convertida en serpiente. Está inspirado en un grabado de Gustave Doré de 1866 en la Biblia de Montaner y Simón de 1884.

En el coro, el órgano barroco:
- Construido en 1803 por Juan Francisco Verdalonga, famoso organero afincado en Guadalajara.
- Remodelado por el también prestigioso organero Julián Azuara en 1848 debido a que sufrió importantes daños por un rayo.
- En los años 50 fue expoliado, por lo que se encuentra en mal estado, sin tubería, fuera de servicio, pendiente de restauración.
- Es un órgano de teclado partido de 45 notas ("octava corta") con 9 registros para cada mano y más de 500 tubos.

Varias piezas de orfebrería se exponen hoy en el museo parroquial de Riaza:
- una custodia de sol que hizo el famoso orfebre Alonso de Lizcano en la segunda mitad del siglo XVI en Sigüenza.
- una cruz procesional del 1753
- un incensario con su naveta de 1751
- unas vinageras con su salvilla del siglo XIX
- y varias piezas más están en vías de exponerse (portaviático, 2 cálices uno de ellos de 1673, tenazas de hierro y sacabocados para hacer hostias, corona de la Virgen Dolorosa)

Funcionaron diversas cofradías religiosas documentadas que desaparecieron progresivamente con los procesos migratorios.
- de la Veracruz
- del Santo Nombre de Jesús
- del Santísimo Sacramento
- de Nuestra Señora del Rosario
- de San Sebastián
- de San Pedro

y un cabildo de San Nicolás con miembros de varios pueblos del entorno
El pendón de damasco carmesí se compró en 1777.
En la entrada del cementerio, llamado camposanto, figura un rótulo que no deja indiferente:
"Templo soy de desengaño 

Y escuela de la verdad 

Donde toda voz en grito 

Implora piedad piedad".
Los archivos parroquiales, hoy centralizados, contuvieron entre otros: 
- 5 Libros de difuntos: 1559-1759, 1759-1811, 1812-1851, 1852-1876 y 1877-hoy
- 5 Libros de bautismos: 1559-1725, 1725-1792, 1792-1841, 1841-1851, 1852-hoy
- 3 Libros de matrimonios: 1590-1844, 1845-1889, 1890-hoy
- Libros de fábrica, cofradías,...

### Paseos por el término municipal
Madriguera tiene un gran variedad de paisajes y de contrastes de colores en un pequeño término municipal. En un reducido territorio se puede estar pisando tierra blanca, roja o negra y sus respectivas transiciones. En unos kilómetros se puede pasar de la montaña y la sombra del bosque a un llano semidesértico.
- La fuente de abajo o del hierro, de aguas ferruginosas
- La Peña del Trasuego con excelente vista sobre el caserío del pueblo.
- También se puede observar una excelente vista sobre el pueblo desde la carretera de El Negredo.
- La mina, con gran contraste entre el color blanco del caolín con el resto del paisaje.
- La cuesta de San Gregorio, en la carretera de Serracín, con excelentes vistas sobre la sierra y la meseta.
- El lavadero y el pilón, reconstruidos recientemente, camino de la dehesa, en la carretera de El Muyo.
- El depósito y el manadero, rodeado de bosques de matorral y pinar.
- la Encinota, en el camino de Estebanvela, árbol singular por su gran tamaño. Más adelante se puede llegar al Río de las Viñas, zona muy árida, límite del término de El Negredo y su encinar. Y un poco más adelante aun es visible ·"el Paredón", una pared de la torre de la iglesia del despoblado de San Martín de Arahuetes,

### Excursiones a pie
- La ermita del Padre Eterno, entre Villacorta y Estebanvela.
- El Río de la Hoz especialmente en primavera
- Atravesando ese río, la sierra de Madriguera, en su cota más alta llamada la Torrecilla con 1666 m s. n. m. y excelentes vistas sobre el parque del Hayedo de Tejera Negra (en la provincia de Guadalajara), así como la de la sierra de Pela (en al provincia de Soria)  y otras cotas de la Sierra de Ayllón y la meseta castellana.
- Las demás cotas de la sierra de Ayllón por El Negredo (La Lastra 1520 m s. n. m.), El Muyo (El Collado de Puerto Infante 1485 m s. n. m.), Serracín (El Calamorro 1767 m s. n. m.), Becerril (El Peñón de los Arcos 1890 m s. n. m.), Martín Muñoz (El Collado de las Cabras 1826), La Buitrera 2046, Riaza (El cerro Merino 1800 m s. n. m. y la ermita de Hontanares 1420 m s. n. m.).

### Parajes y pueblos cercanos
- La arquitectura roja de Villacorta y su Molino de la Ferrería, hoy restaurado y funcionando como establecimiento hotelero.
- La arquitectura negra de El Muyo y Becerril y sus vistas a la Sierra.
- El pueblo casi abandonado de Serracín, con sus preciosas vistas desde donde se llega a divisar el pico Moncayo, la sierra de la Demanda y los picos de Urbión.
- El manadero de Grado del Pico y las rocas erosionadas con formas caprichosas. Y subida al emblemático pico de Grado.
- La senda desde Santibáñez a Grado del Pico bordeando el río Aguisejo.
- La ermita de Hontanares dedicada a la Virgen de Hontanares por la carretera que va a Riaza.
- Riaza y Ayllón, los pueblos con los que Madriguera más se relaciona actual e históricamente, a 16 y 20 km respectivamente.

- Y ya un poco más lejos: 
  - La estación de invierno de la Pinilla a 26 km.
  - El sitio arqueológico de Tiermes, ciudad Arévaca a 29 km.
  - Maderuelo a 31 km desde donde ir a visitar las Hoces del Río Riaza
  - Sepulveda a 41 km desde donde ir a visitar las Hoces del Río Duratón (53 km)
  - Cantalojas a 27  km en la vertiente sur de la sierra, provincia de Guadalajara, desde donde acceder a Majaelrayo, ... y el pico Ocejón.

## Fiestas y tradiciones

### Fiestas
- En junio festeja el Corpus Christi o Día del Señor. Algunas familias todavía realizan algún altar adornado con ramas y flores en la fachada de la casa, donde se detiene la procesión.
- El último fin de semana de julio se celebra la festividad de su patrón, San Pantaleón. El toque de campanas "a fiesta", la ronda de los mozos con los dulzaineros casa por casa recogiendo aportaciones para las fiestas, la misa y la procesión, el asado de cordero para comer, los juegos de bolos o chito, el baile y la velada son algunas de las fases de este día festivo.

### Tradiciones
- El juego del frontón, los bolos y el chito.
- La procesión de San Pantaleón en que se baila la jota al Santo, sin darle la espalda.

### Tradiciones perdidas
- "La enramada": La víspera de la fiesta patronal, los mozos se juntaban por la noche e iban a cortar ramas de chopo con las cuales adornaban las ventanas y hacían arcos en las puertas de las casas de las mozas. En los últimos años esta tradición se está recuperando.
- "Pingar el mayo": Los mozos cortaban un árbol y el tronco lo plantaban en la plaza.
- El carnaval: Los chicos se ponían los cencerros (esquilas y zumbones) y daban vueltas por el pueblo. Los mozos se disfrazaban.
- La merienda del día de San Sebastián.
- La cena de San Antón
- La bendición de los campos.
- La matanza del cerdo.
- Las celebraciones de Semana Santa, con las procesiones y cofradías. El domingo de Resurección se sigue escenificando a duras penas, el «encuentro» de la Virgen con su Hijo en la procesión.
- Ir "de presas" o "de regueras": Los vecinos se juntaban para hacer trabajos de utilidad para la comunidad, como por ejemplo limpiar fuentes y regueras, arreglar puentes, caminos, cercados, etc.

### Madriguera y sus pleitos
- Madriguera pleiteó acogiéndose a la Reforma Agraria de 1933 para liberarse de un censo perpetuo: “desde el siglo XV, los vecinos de este referido pueblo de Madriguera, hoy el Ayuntamiento, han venido pagando un censo de ochenta fanegas, trigo y cebada por mitad, y cuatro gallinas, actualmente, a don Aurelio, Conde de la Puebla de Valverde, y a su hermano don Leoncio González de Gregorio y Martínez de Azagra, sin conocer el objeto o cosa sobre que grava el mismo”[8]
- Madriguera mantuvo largos pleitos con Estebanvela por los terrenos del despoblado de San Martín de Arahuetes o Aragüetes (hoy paraje del Paredón al lado del Río de las Viñas). 
  - La imagen de San Martín está en la iglesia de Estebanvela.
  - La dehesa del pueblo parece ser eran los terrenos del paraje llamado Fuente del Canto en término de Madriguera.

## Madriguera en la cultura popular

### Madriguera en la literatura
- Madriguera aparece en los libros:
  - Judíos, Moros y Cristianos de Camilo José Cela publicado en 1956 ("En Villacorta no le dan de comer, y el vagabundo, que no es más pobre que quienes le niegan la caridad, tira por el camino hasta pegarse con Madriguera, el pueblo de la arriería, donde se zampa un calderón con más agua que tropezones y menos pringue que humo, pero que le sacó la panza de mal año y le hizo ver de rosa color las amarillas y escasas mantecas de la patrona, la señora Visitación, por mal nombre Sargenta").
  - Viaje por la Sierra de Ayllón de Jorge Ferrer Vidal publicado en 1970 ("Madriguera es pueblo de contrastes extremos, de casas levantadas con promiscuidad hiriente, a base de adobes alzados por el sol y las nieves, pedazos de pizarra y piedra de sillar").
  - Del color de la tierra con textos de Guillermo Herrero Gómez y fotografías de Juan Enrique del Barrio Arribas, páginas 72 a 93. Publicado en 2019, editado por Librería Cervantes de Segovia y presentado en Riaza el sábado 31 de agosto de 2019.

### Madriguera en las pantallas
- Madriguera ha sido escenario de diversos rodajes:
  - Largometrajes como "El Tesoro" de Antonio Mercero (1988).
  - Series de televisión como "Hasta luego cocodrilo" de Alfonso Ungría (1992) y "Médico de familia".
  - Cortometrajes como el Intercambio de Antonio Quintanilla (2010), junto con el Muyo.
  - Anuncios como:
    - "Vuelve a casa por Navidad" de turrones El Almendro.
    - El segundo capítulo de "El Poder de la Red", una producción original de Vodafone: "Detox" (2018), historia dirigida por Daniel Monzón y escrita por Daniel Sánchez Arévalo. No deja de ser curioso que en ese año no hubiera cobertura telefónica de esa compañía, solo de Movistar.
    - Campofrio - Snack'in "Clásicos actualizados",  en 2019, junto con Riaza, con sorprendentes objetos actualizados (Botijo Speaker, Alpargata Cloud y Boina Wifi)

### Los nombres de Madriguera
- Siguiendo la tradición antigua de poner los nombres según el santoral, existe una gran concentración de nombres de personas que hoy son más raros de encontrar, pero en el pasado no lo eran tanto. Nombres como Abilia, Adelina, Aniceto, Atilano, Basilisa, Conrado, Constantina, Córdula, Efigenio, Eloina, Eutimio, Eutiquio, Eufrasio, Eufronio, Exuperancia, Everilda, Eufrosina, Eufemiano, Eutiquiano, Fredesvindo, Geminiano, Gudelia, Leonarda, Leovigilda, Liduvina, Nicomedes, Obdulia, Onésimo, Práxedes, Pantaleón, Policarpo, Predestinación, Protólica, Prepedigna, Restituto, Sinclética, Simona, Siricio, Teófilo, Teótimo, Valerico, Virgilio, ... forman parte de la extensa lista que se podía, y aún se puede, encontrar entre los habitantes de varias generaciones.